# Plaňany
Plaňany jsou městys ležící v okrese Kolín asi 12 km západně od Kolína. Mají přibližně 1 900 obyvatel a jejich katastrální území má rozlohu 1385 ha. V roce 2011 zde bylo evidováno 644 adres.
Plaňany je také název katastrálního území o rozloze 6,22 km².

## Části městyse
- Blinka
- Hradenín
- Plaňany
- Poboří

## Historie
První písemná zmínka o obci (nazývané také Plaňasy) je z roku 1212 jako majetek Holce z Plaňas (Holach de Planan), kastelána olomouckého, a roku 1226 bratra Sulislava (Golac castellanus Olomucensis et frater eius Zuezlav de Planan). Historie osídlení však sahá až do období bylanské kultury v 1. stol. př. Kristem a osada při soutoku Kouřimky s Výrovkou na staré trstěnické obchodní stezce existovala již v 10. století.
Narodil se tu a působil statkář a politik Alois Kryf (1865 –1912), poslanec zemského sněmu a Říšské rady. Od 10. října 2006 byl obci vrácen status městyse.
V roce 1864 byl v Plaňanech založen jeden z nejstarších českých sborů dobrovolných hasičů.

### Územněsprávní začlenění
Dějiny územněsprávního začleňování zahrnují období od roku 1850 do současnosti. V chronologickém přehledu je uvedena územně administrativní příslušnost městyse v roce, kdy ke změně došlo:
- 1850 země česká, kraj Pardubice, politický okres Kolín, soudní okres Kouřim[11]
- 1855 země česká, kraj Čáslav, soudní okres Kouřim
- 1868 země česká, politický okres Kolín, soudní okres Kouřim
- 1939 země česká, Oberlandrat Kolín, politický okres Kolín, soudní okres Kouřim[12]
- 1942 země česká, Oberlandrat Praha, politický okres Kolín, soudní okres Kouřim[13]
- 1945 země česká, správní okres Kolín, soudní okres Kouřim[14]
- 1949 Pražský kraj, okres Kolín[15]
- 1960 Středočeský kraj, okres Kolín
- 2003 Středočeský kraj, obec s rozšířenou působností Kolín

### Rok 1932
V městysi Plaňany (1411 obyvatel, poštovní úřad, telegrafní úřad, telefonní úřad, četnická stanice, 2 katolické kostely, kostel československé církve, společenstvo stavebních a různých živností, sbor dobrovolných hasičů) byly v roce 1932 evidovány tyto živnosti a obchody: 2 lékaři, autodílna, nákladní autodoprava, biograf Sokol, cihelna, cukrovar, čalouník, obchod s dobytkem, drogerie, elektrotechnický závod, 6 galanterií, hodinář, 3 holiči, 8 hostinců, kamnář, 2 klempíři, knihař, 3 koláři, 3 kováři, 5 krejčích, lom, mlýn, modistka, 2 obchody s obuví, továrna na obuv, výroba pletené obuvi, 6 obuvníků, 3 obchody s ovocem a zeleninou, paliva, 3 pekaři, 2 pohřební ústavy, pojišťovna, 2 pokrývači, porodní asistentka, 10 rolníků, 5 řezníků, 3 sedláři, 9 obchodů se smíšeným zbožím, Spořitelna města Kolína, spořitelní a záložní spolek, stavební družstvo, stavební hmoty, sklad šicích strojů, štěrkovna, 5 švadlen, tesařský mistr, 3 trafiky, 3 truhláři, 2 velkostatky, 3 zahradnictví, 3 zámečníci, železářský obchod.
V obci Poboří (314 obyvatel, samostatná obec se později stala součástí Plaňan) byly v roce 1932 evidovány tyto živnosti a obchody: hospodářské strojní družstvo, hostinec, 2 koláři, kovář, krejčí, 2 obuvníci, 14 rolníků, obchod se smíšeným zbožím, trafika, truhlář.

## Pamětihodnosti

### Archeologické naleziště
- Sídliště a pohřebiště bylanské kultury – celkem devět bohatých hrobů bylanské kultury (po roce 750 př. n. l.) bylo odkryto na Plaňanských polích. Největší z nich obsahoval kostru staršího muže s bronzovým mečem s nákončím, železnou sekerou, nožem a železnými součástmi vozu (bronzovými hřebíčky krásně zdobené dřevěné jho), jehož přítomnost v hrobě však nebyla prokázána, a součásti koňského postroje. V hrobě byly dále nalezeny nedokonale spálené kosti ženy a 21 keramických nádob. Hrob byl po pohřbu zavalen vrstvou kamenů. Pohřebiště prozkoumal v roce 1931 F. Dvořák, nálezy jsou vystaveny v muzeu v Kolíně. V roce 1894 byl při stavbě sokolovny odkryt kostrový hrob v orientaci sever – jih s mimořádně umělecky ztvárněnými výrobky slévačských dílen z 2. pol. 3. stol. př. n. l.: rosetkový zapínací náramek s nálitky, šnekovitě zdobené nánožníky, spona a náramek ze sedmi dutých polokoulí. Tyto nálezy jsou v Národním muzeu v Praze.
- Sídliště „Plaňanského horizontu“ doby germánské, které dalo pojmenování nejstaršímu chronologickému horizontu doby římské v Čechách, se nacházelo v místech někdejšího cukrovaru. V roce 1894 byla na jeho dvoře byla objevena velká, asi 1 metr hluboká obětní jáma. Na dně stály 4 velké nádoby, poháry plaňanského typu, zlomky dalších nádob a zvířecí kosti. V okolí byl pan nalezen další pohár plaňanského typu, kostrový hrob se stříbrnou sponou a poklad asi 25 římských bronzových mincí s ražbou Antonia Pia (141 n. l.) a Septima Severa (217 n. l.).[18]

### Památky v obci

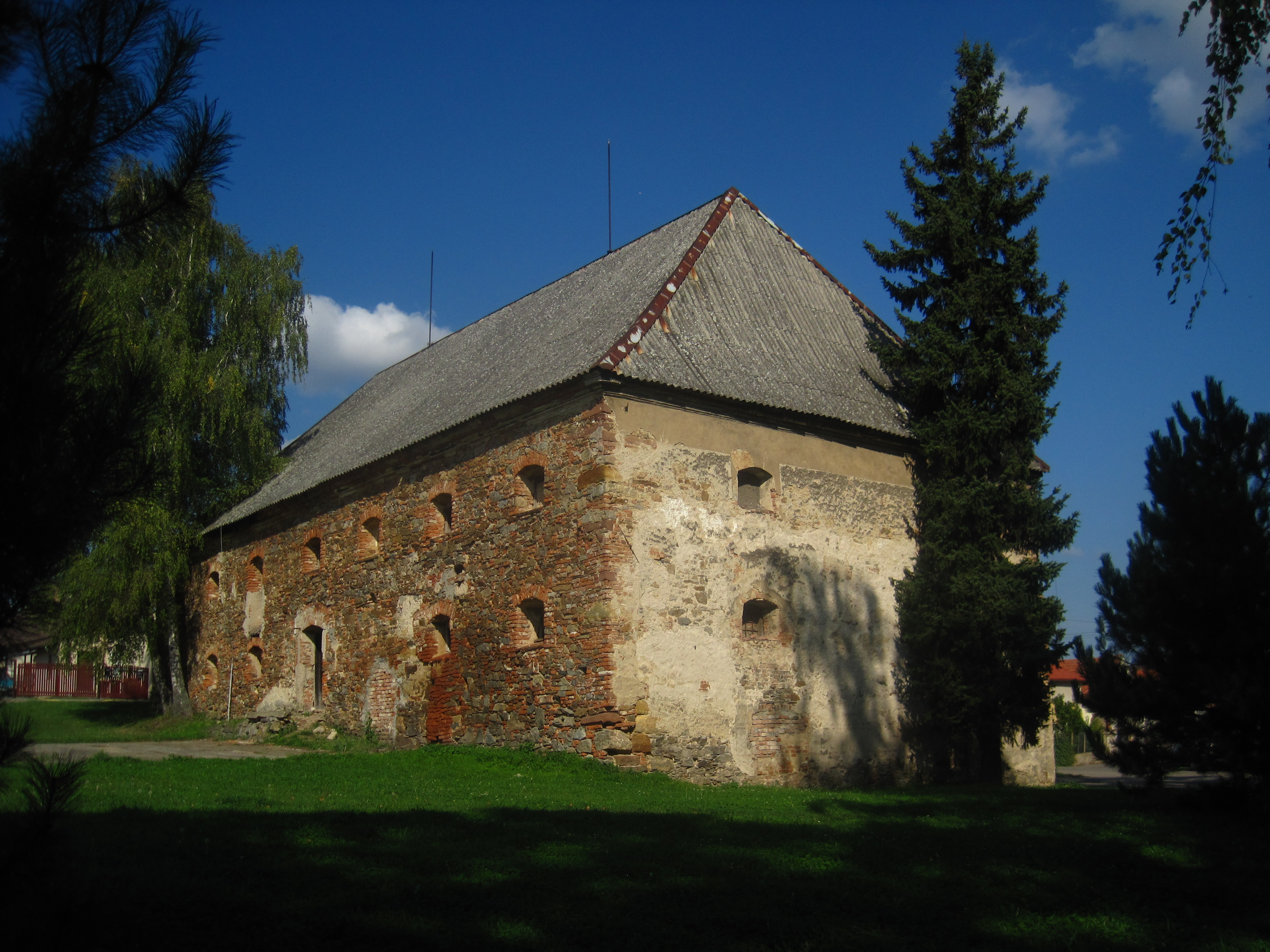
Mírkovská tvrz ze 16. století před demolicí

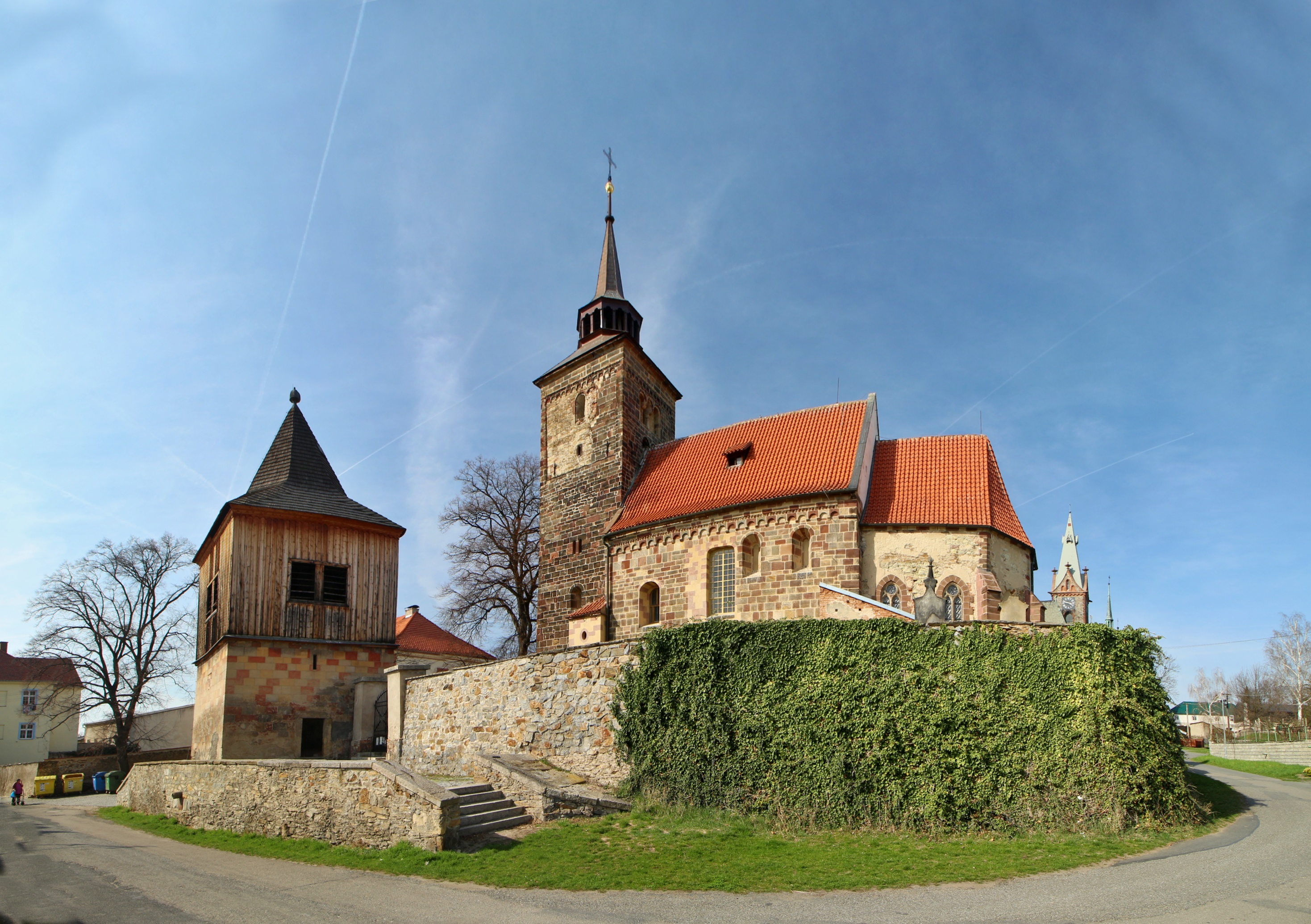
Kostel Zvěstování Panny Marie s dřevěnou zvonicí

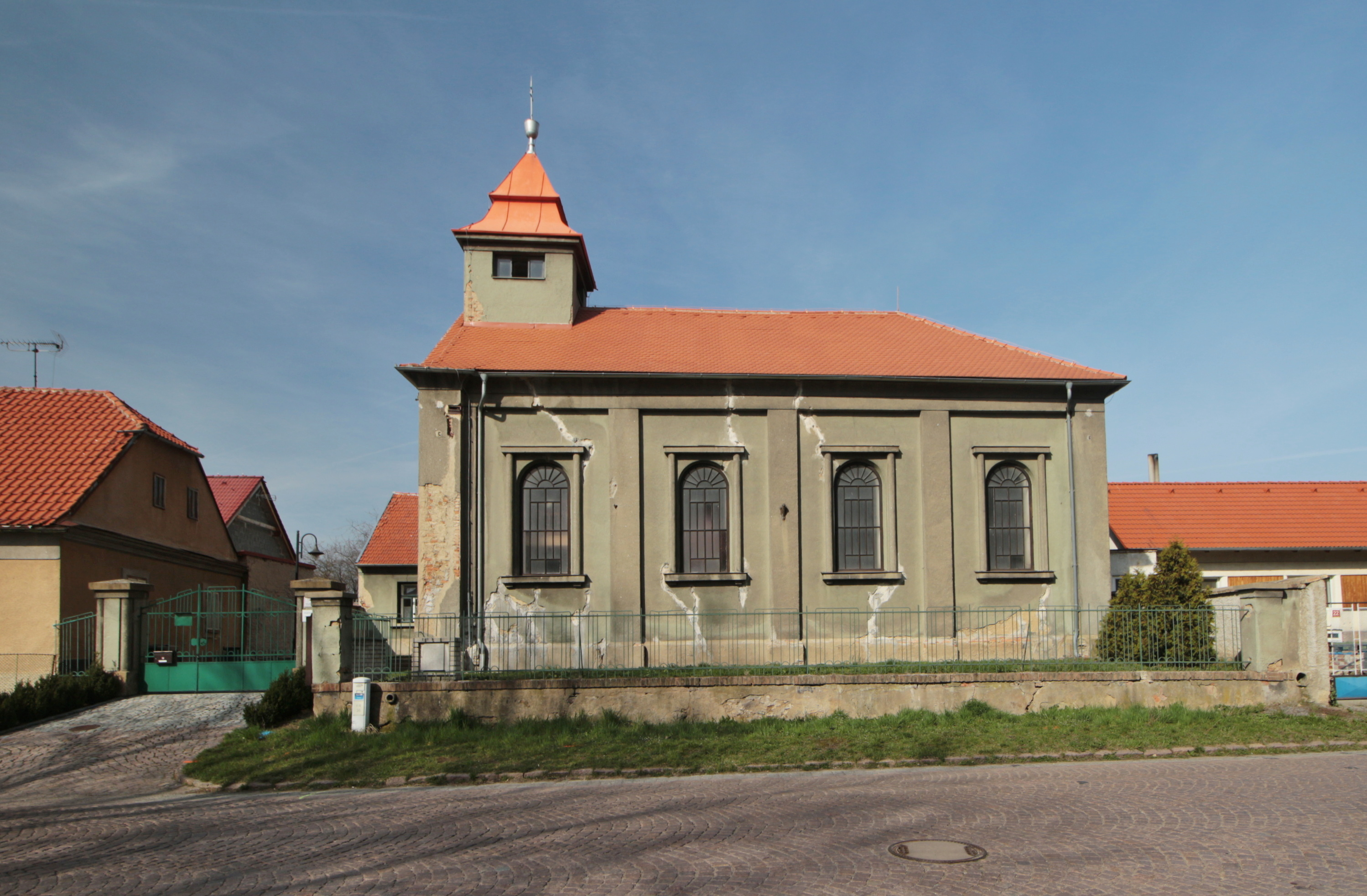
Bývalá synagoga, dnes husitská modlitebna

- Tvrz – první zpráva o tvrzi pochází až z roku 1539, kdy ji Beneš Mírek ze Solopysk dokončil jako nové rodové sídlo. Byla to jednopatrová budova ozdobená sgrafity, začleněná do celého hospodářského komplexu. Mírkové ze Solopysk dosáhli v roce 1572 povýšení Plaňan na městečko, kterému císař Maxmilián II. udělil i znak. Z konfiskací koupil v roce 1624 plaňanské panství kníže Karel z Lichtenštejna, který již na tvrzi nesídlil a nechal ji přestavět na sýpku. Přestože byly Plaňany opakovaně vojensky vypleněny, například Švédy v roce 1642, nebo postiženy požáry, jako v roce 1654, mírkovská tvrz tyto pohromy přežila a dochovala se po pozdějších úpravách na hospodářské účely, dodnes. Na konci září 2016 zastupitelstvo městyse ztratilo zájem o možnost rekonstrukce tvrze a jednomyslně schválilo vůli památku zdemolovat.[19]
- Kostel Zvěstování Panny Marie, do roku 1620 sv. Petra – Románský kostel postavený kolem roku 1168 se poprvé písemně vzpomíná až v roce 1352. V roce 1359 jsou jako patroni zdejšího kostela doloženi Čeněk z Lípy a Hron z Kostelce, po nich pak Pavel z Jenštejna, otec pozdějšího pražského arcibiskupa Jana z Jenštejna. Do jenštejnského období (70.–80. léta 14. století) spadá gotická přestavba kostela, při níž byl vybudován vzdušný a bohatě prosvětlený presbytář, provedený arrasovsky orientovanou dvorskou hutí. Renesančně byl kostel upraven v roce 1591 za Mírků ze Solopysk, sídlících na místní tvrzi. V první třetině 18. století byl za vlády kněžny Marie Terezie Savojské barokně upraven interiér kostela, zejména byla nově sklenuta loď, a věž byla snížena o jedno patro (dnešní výška činí 38,5 metru). Kolem roku 1800 byla v pozdně barokních formách rozšířena varhanní kruchta a prolomeny nové okenní otvory. Při úpravách v roce 1862 byla nově zastřešena věž, v roce 1880 byl opraven interiér a v roce 1892 byly při puristické obnově exteriéru odstraněny některé pozdější přístavby. Tato poslední oprava, jejíž snahou byla především obnova románského vzhledu, je dnes historiky hodnocena jako tvrdá a nesprávná. Ve věži jsou umístěny hodiny z roku 1868 od poděbradského hodináře Janaty. Od roku 1910, kdy byl v sousedství postaven nový kostel sv. Jana Křtitele, byl kostel Zvěstování Panny Marie využíván již jen jako hřbitovní a postupně chátral.[20]
- Renesanční zvonice z roku 1587, postavená nákladem tehdejšího držitele Plaňan Šimona Mírka ze Solopysk. Zvonice byla opravena v roce 1886, kdy bylo spodní patro upraveno na márnici.[21]
- Kostel sv. Jana Křtitele – pseudogotický kostel z let 1908–1913 vystavěný stavitelem Gabrielem z Prahy podle staršího plánu z roku 1901 od architekta Frant. Mikše. Kostel byl slavnostně vysvěcen 18. září 1913. Jelikož došlo při stavbě k použití nekvalitních materiálů zejména do základů stavby, v roce 1931 hrozil kostel sesutím. Proto byl v letech 1931–1932 opraven a původní strop nahrazen betonovou výztuží dle návrhu Frant. Kloknera. Znovu byl kostel opraven po požáru v roce 1953. Věž je vysoká 54 metry a vlivem jejího špatného založení se začala odchylovat již během stavby kostela. V roce 1932 činila odchylka vrcholku střechy od svislice 0,8 metru, v roce 1998 již 1 metr.[22]
- Modlitebna Československé církve husitské – bývalá synagoga z roku 1850, pro dnešní účely přestavěná v 1. polovině 20. století.[23]
- Děkanství – písemný doklad o místní faře pochází z roku 1302, ve 2. polovině 18. století byla přestavěna do dnešní podoby. V roce 1802 byla farnost povýšena na děkanství. V roce 2006 byla budova opuštěná a v dezolátním stavu.[24]

## Doprava

### Dopravní síť
Městysem prochází silnice II/329 Křinec – Poděbrady – Pečky – Plaňany, kolem městyse vede silnice I/12 Praha – Kolín. Městys Plaňany leží na železniční trati 012 Pečky – Kouřim. Je to jednokolejná regionální trať, zahájení dopravy bylo roku 1882. Na území obce jsou železniční stanice Plaňany a železniční zastávka Plaňany zastávka.

### Veřejná doprava k roku 2023

#### Autobusová doprava
- Na území městysu se nachází 6 autobusových zastávek: Plaňany, Blinka; Plaňany, Hradenín; Plaňany, Náměstí; Plaňany, Poboří; Plaňany, Škola a Plaňany, Železniční stanice.
- Městysem projíždí linky PID 422 (Kolín – Plaňany – Kouřim – Vitice – Český Brod)[25] a linka PID 460 (Bečváry – Zásmuky – Plaňany – Vrbčany)[26]

#### Železniční doprava
- Na území městysu se nachází železniční stanice a zastávka: Plaňany a Plaňany zastávka.
- Nachází se zde železniční trať Pečky – Bošice – Bečváry/Kouřim a projíždí zde linka S11. [27]

## Fotogalerie

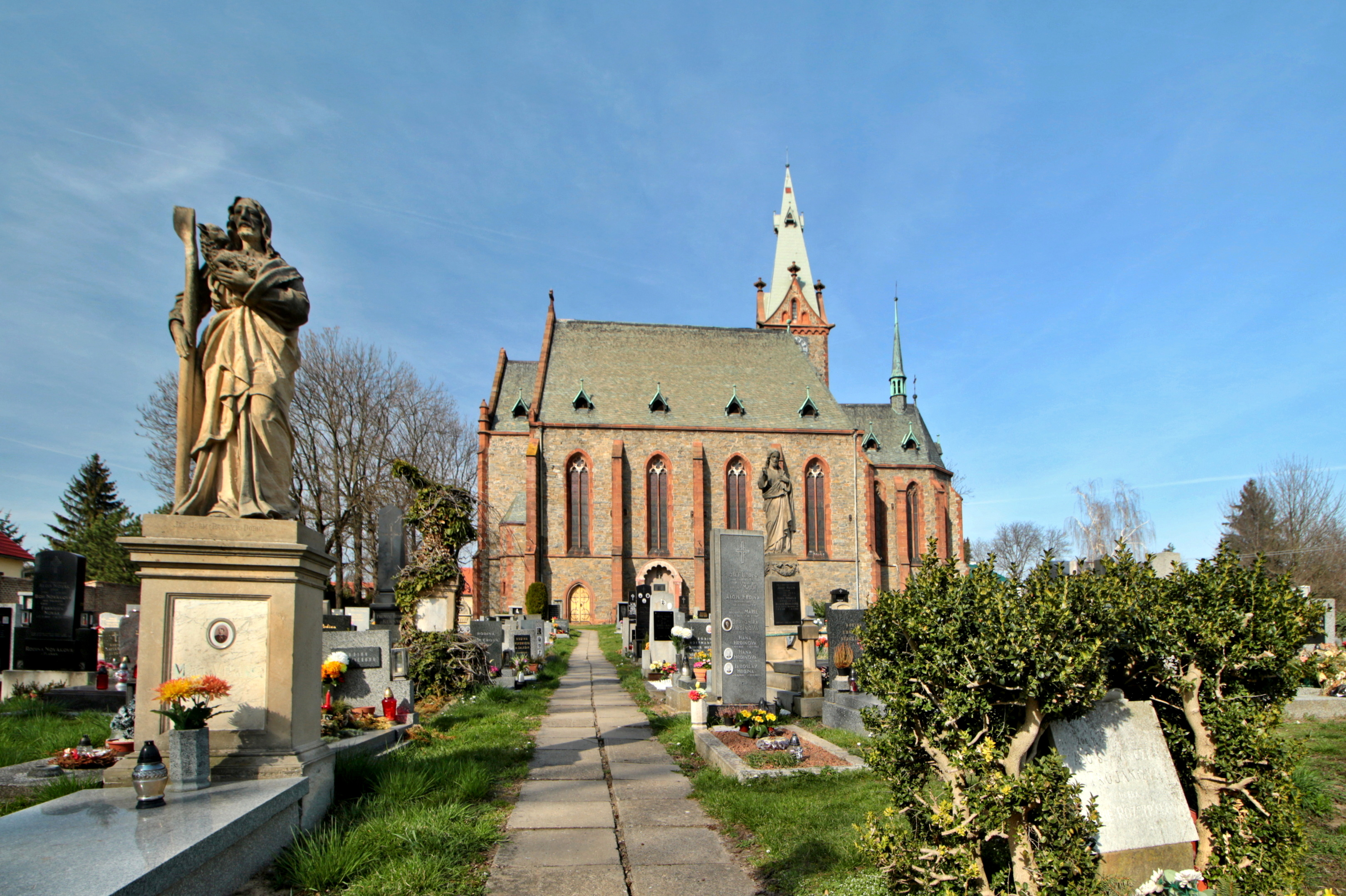
Novogotický kostel Narození sv. Jana Křtitele z počátku 20. století
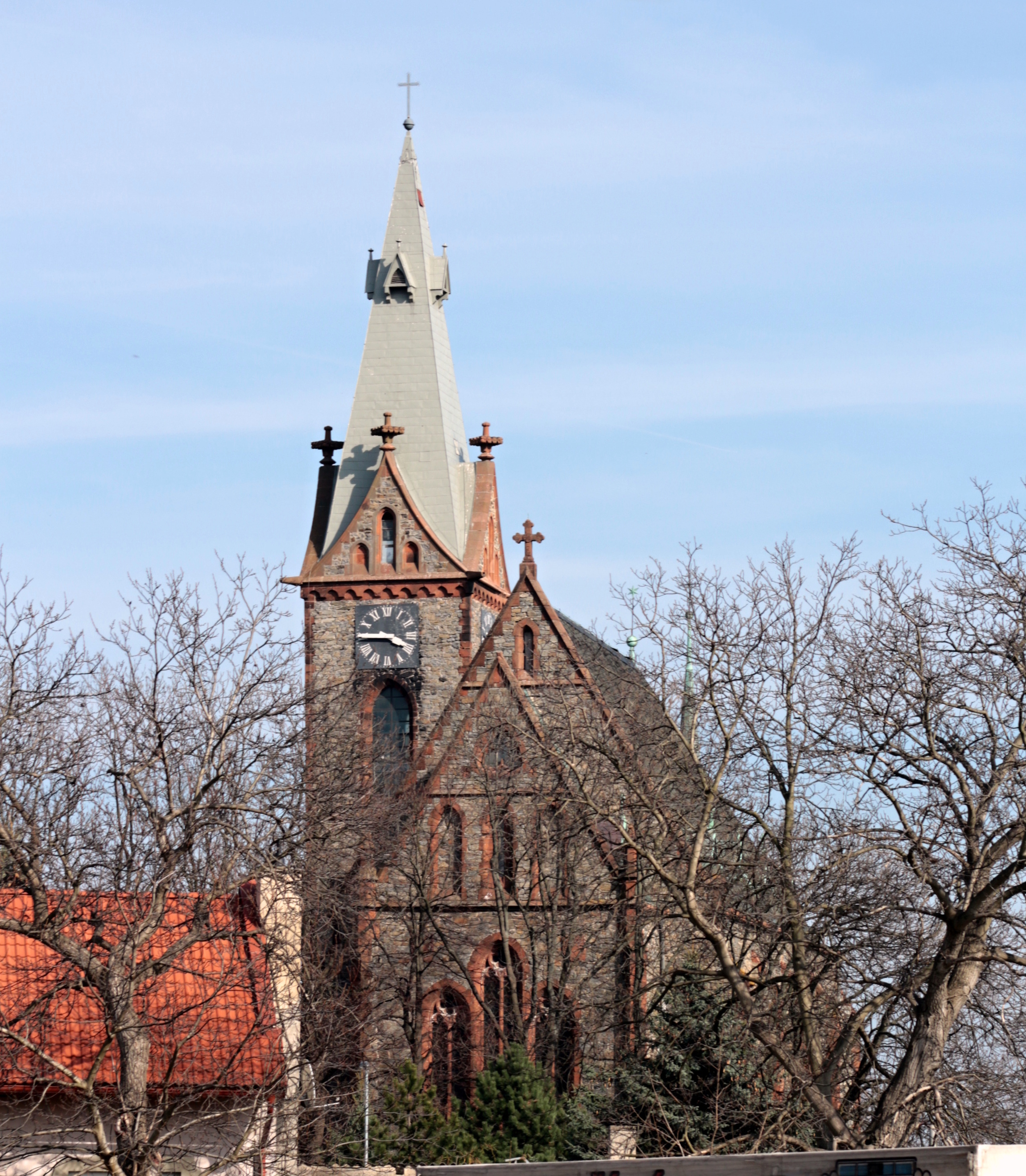
Věž kostela sv. Jana Křtitele od náměstí
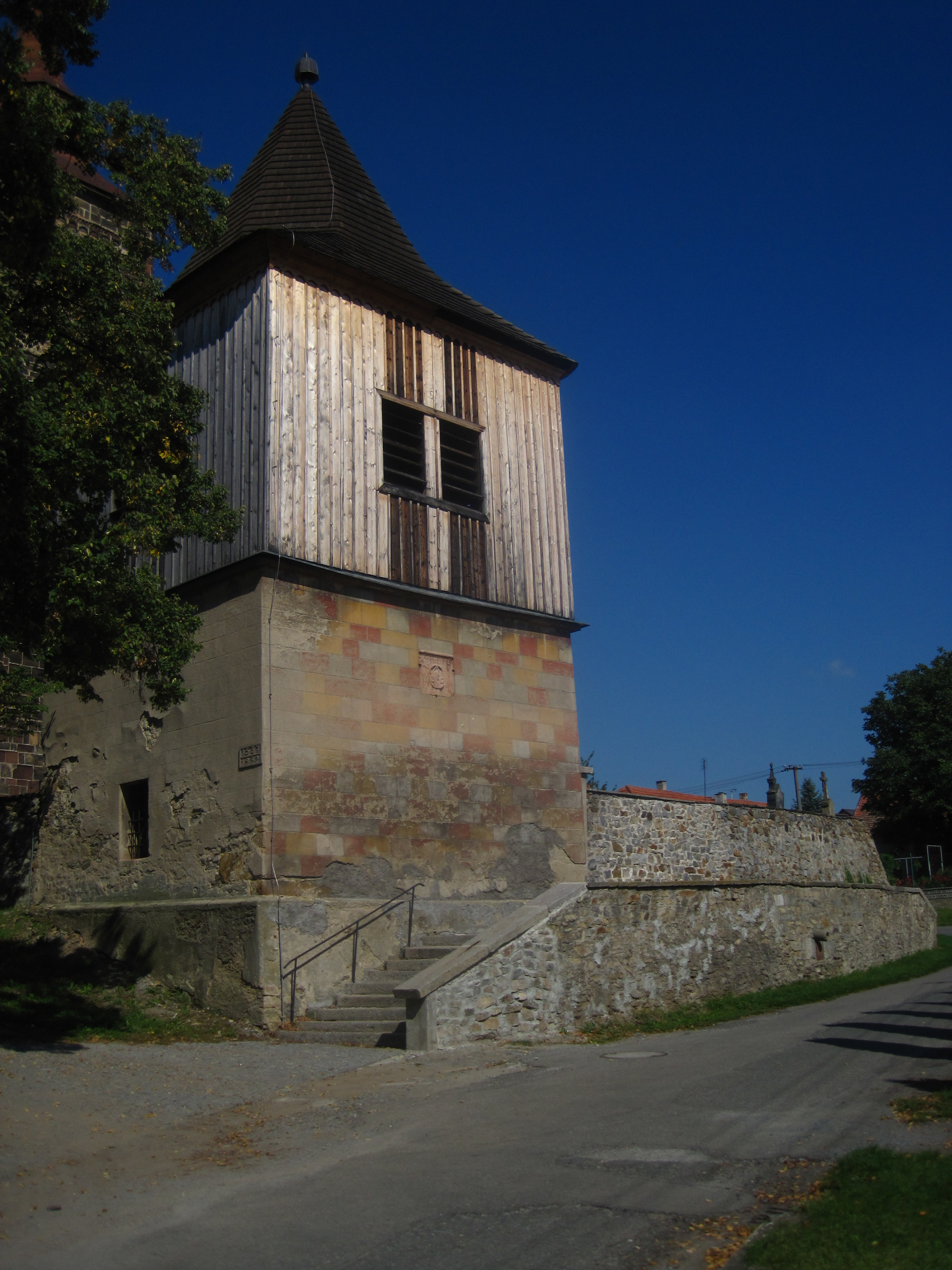
Renesanční polodřevěná zvonice u kostela Zvěstování Panny Marie
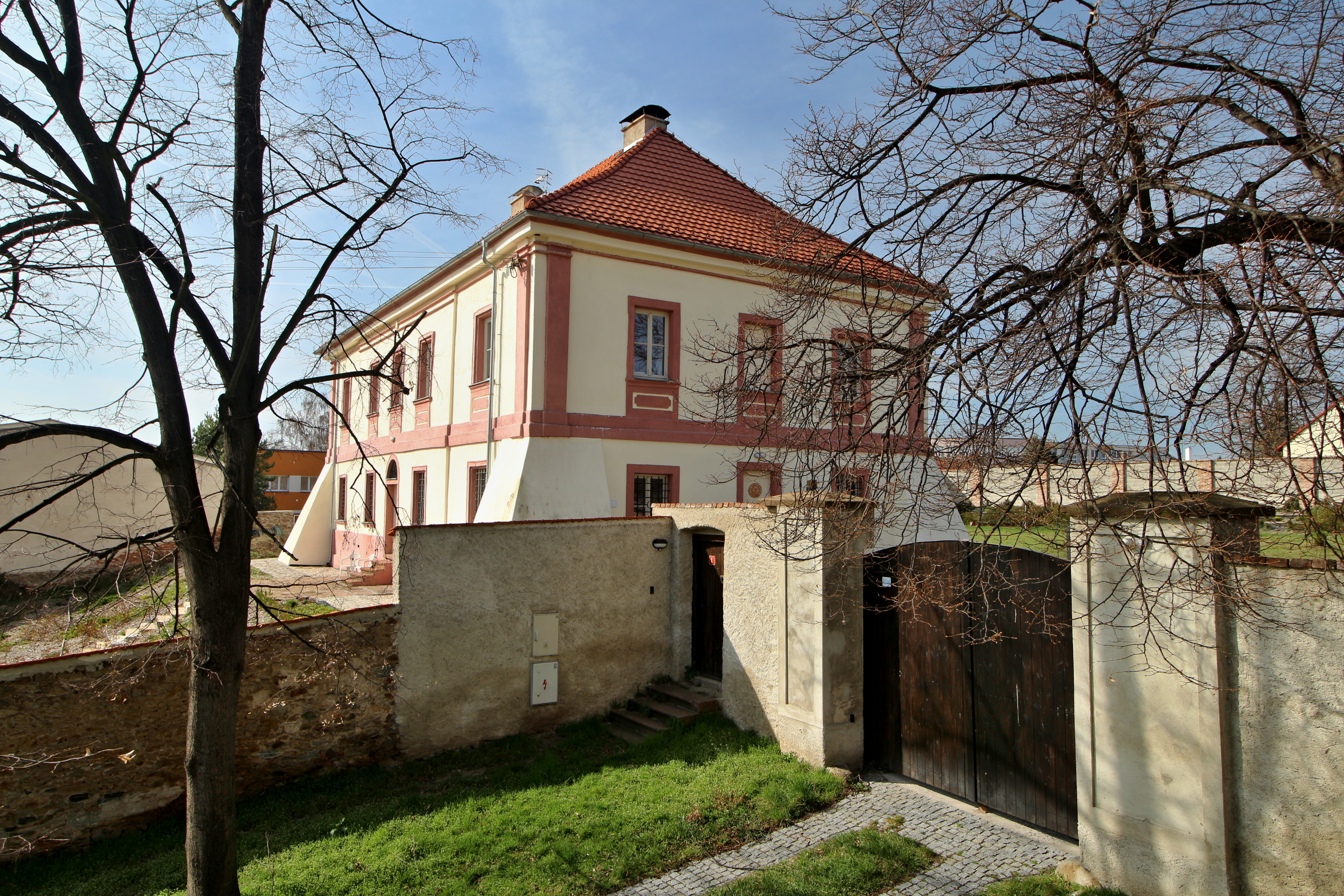
Bývalé děkanství čp. 1 z 2. poloviny 18. století
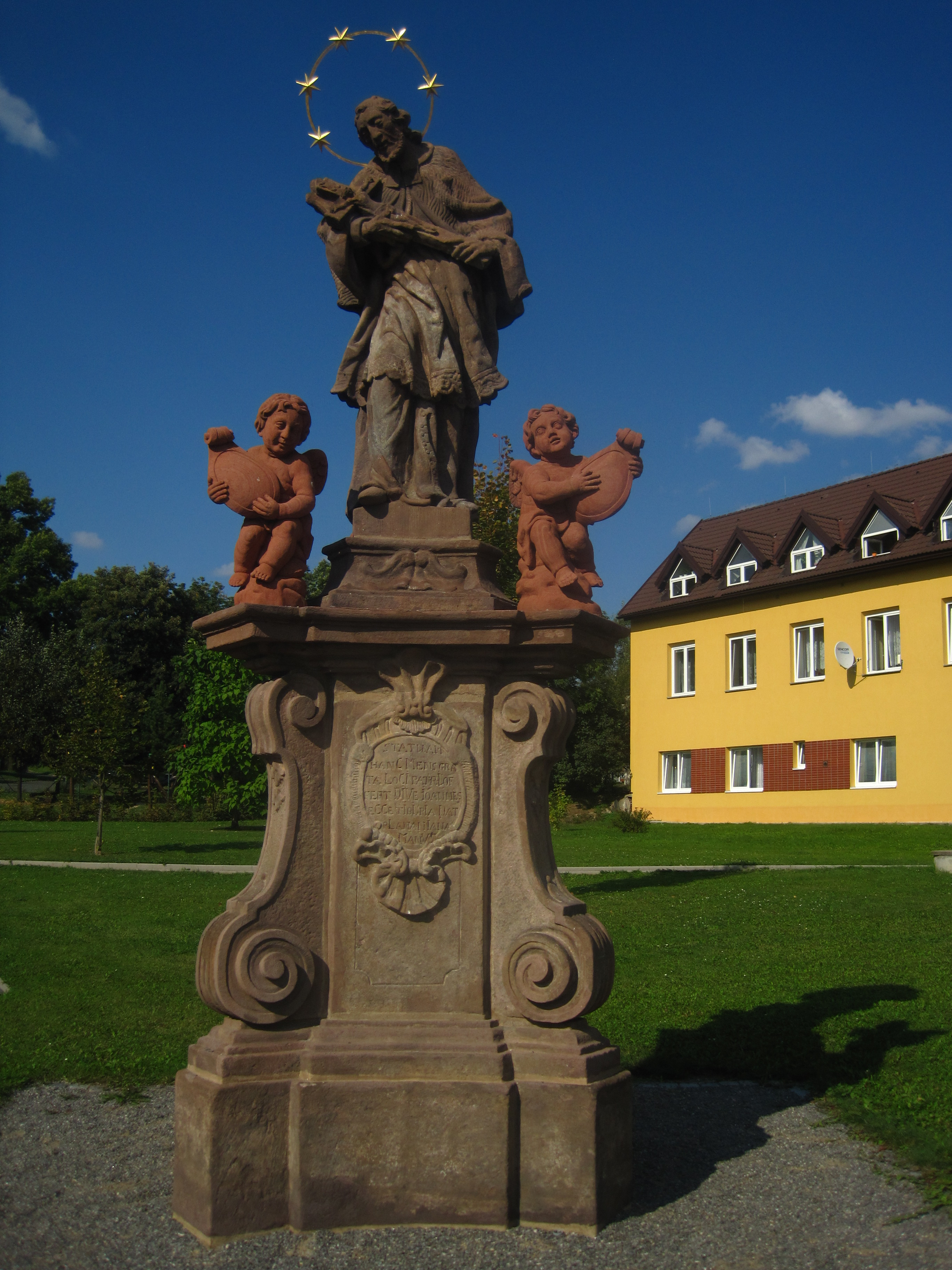
Socha sv. Jana Nepomuckého
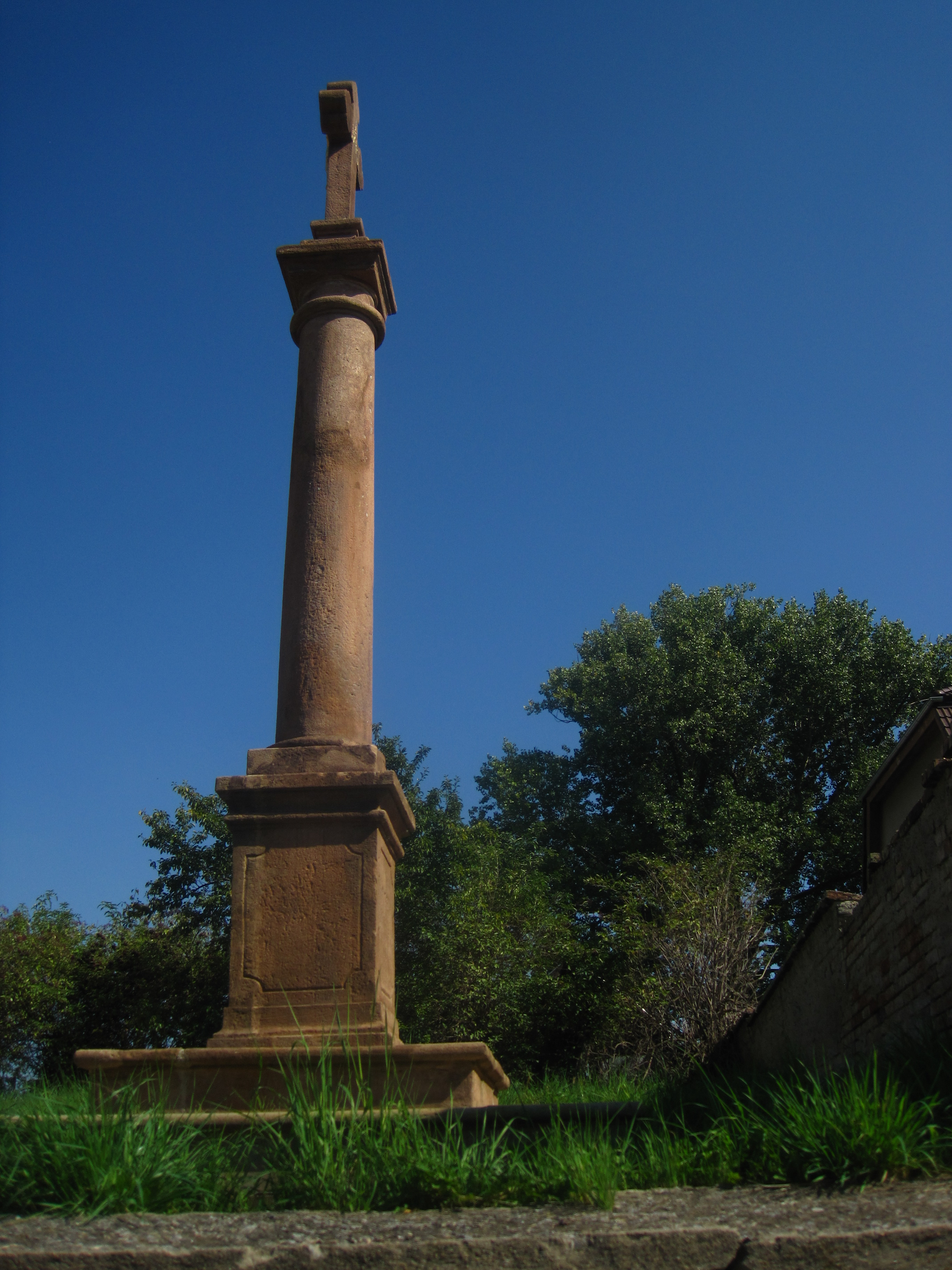
Kříž v Tyršově ulici
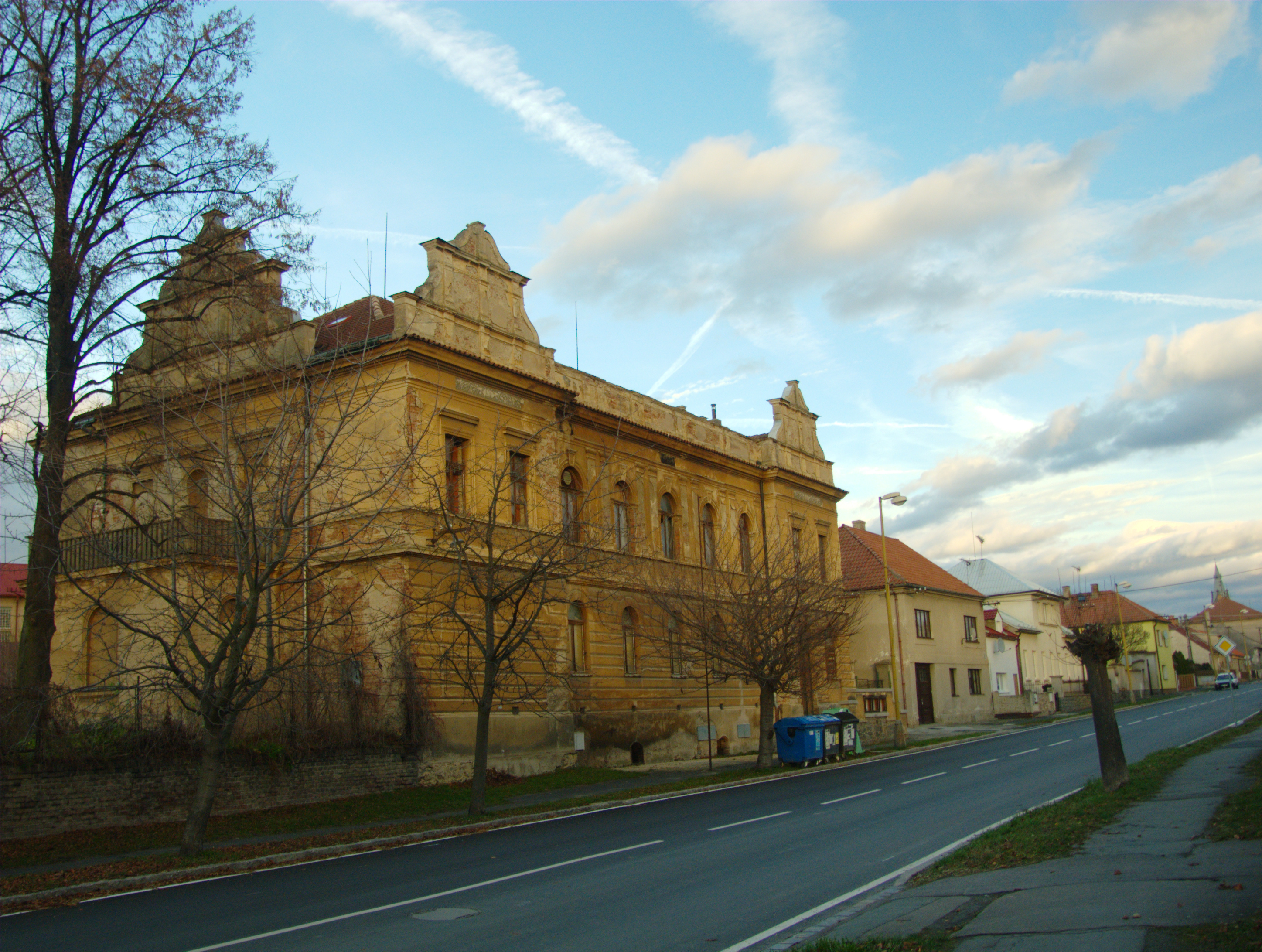
Sokolovna čp. 181 v Pražské ulici
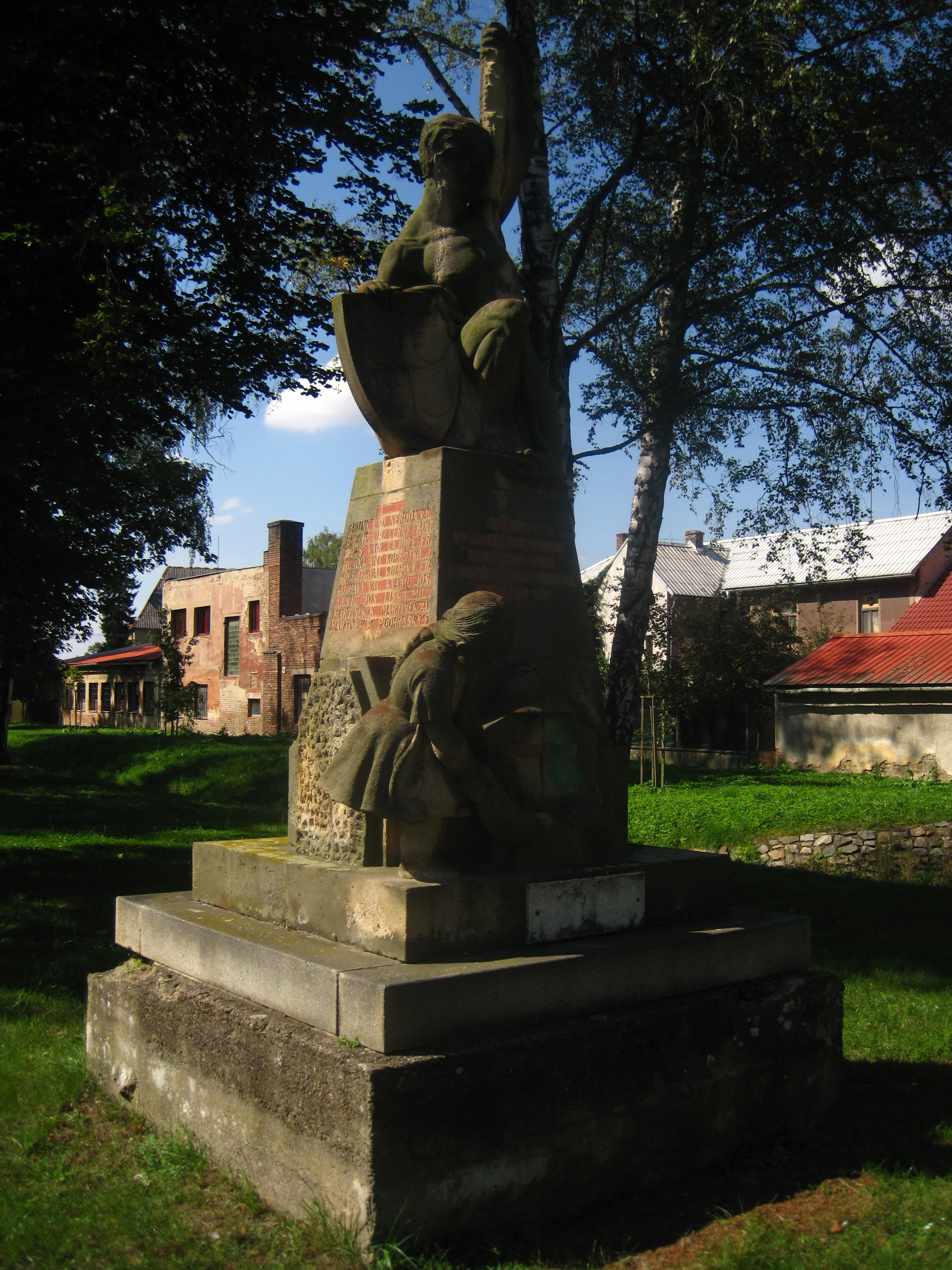
Pomník padlých v parčíku na rohu Tyršovy a Fügnerovy ulice
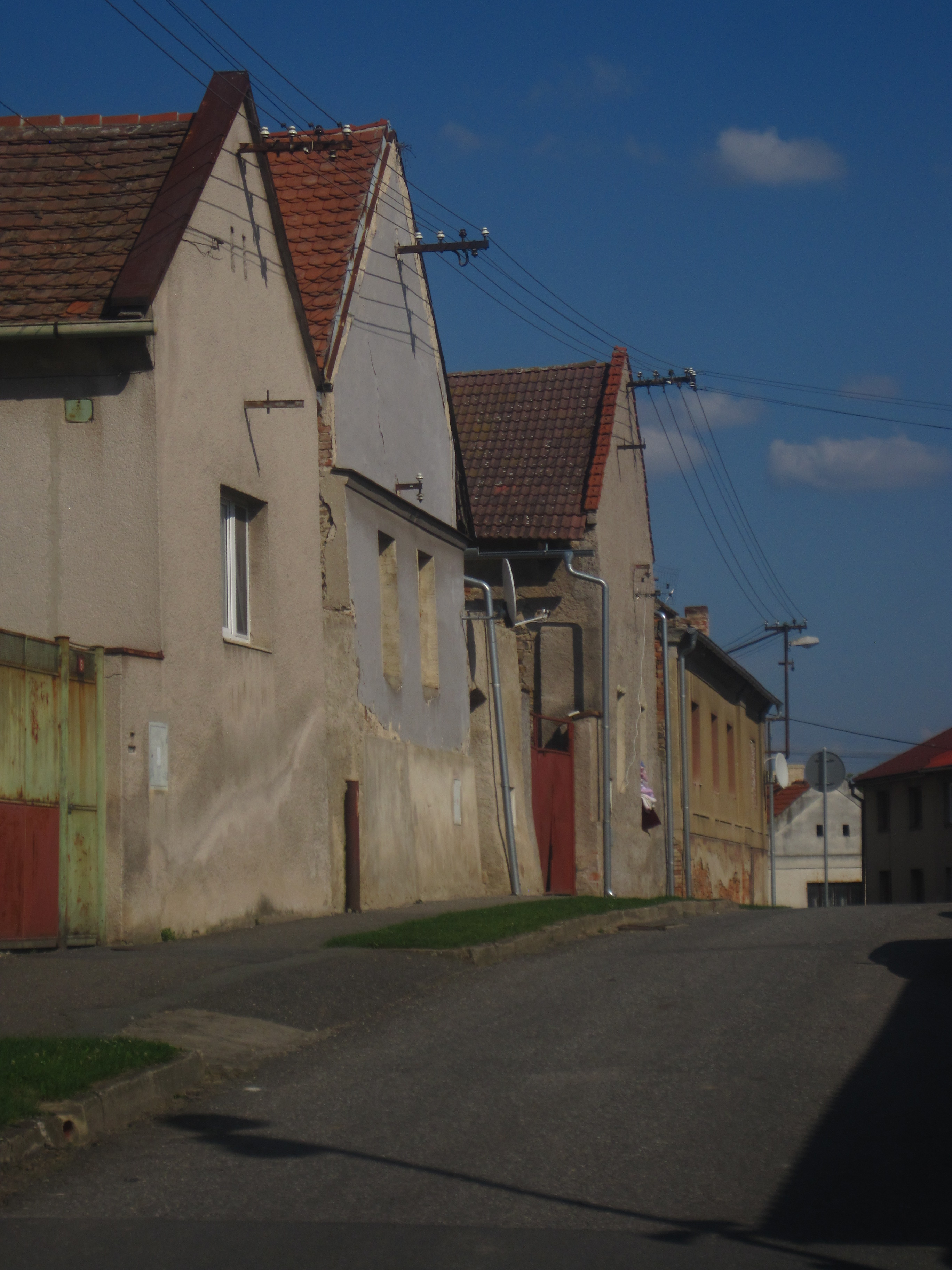
Severní strana Komenského ulice
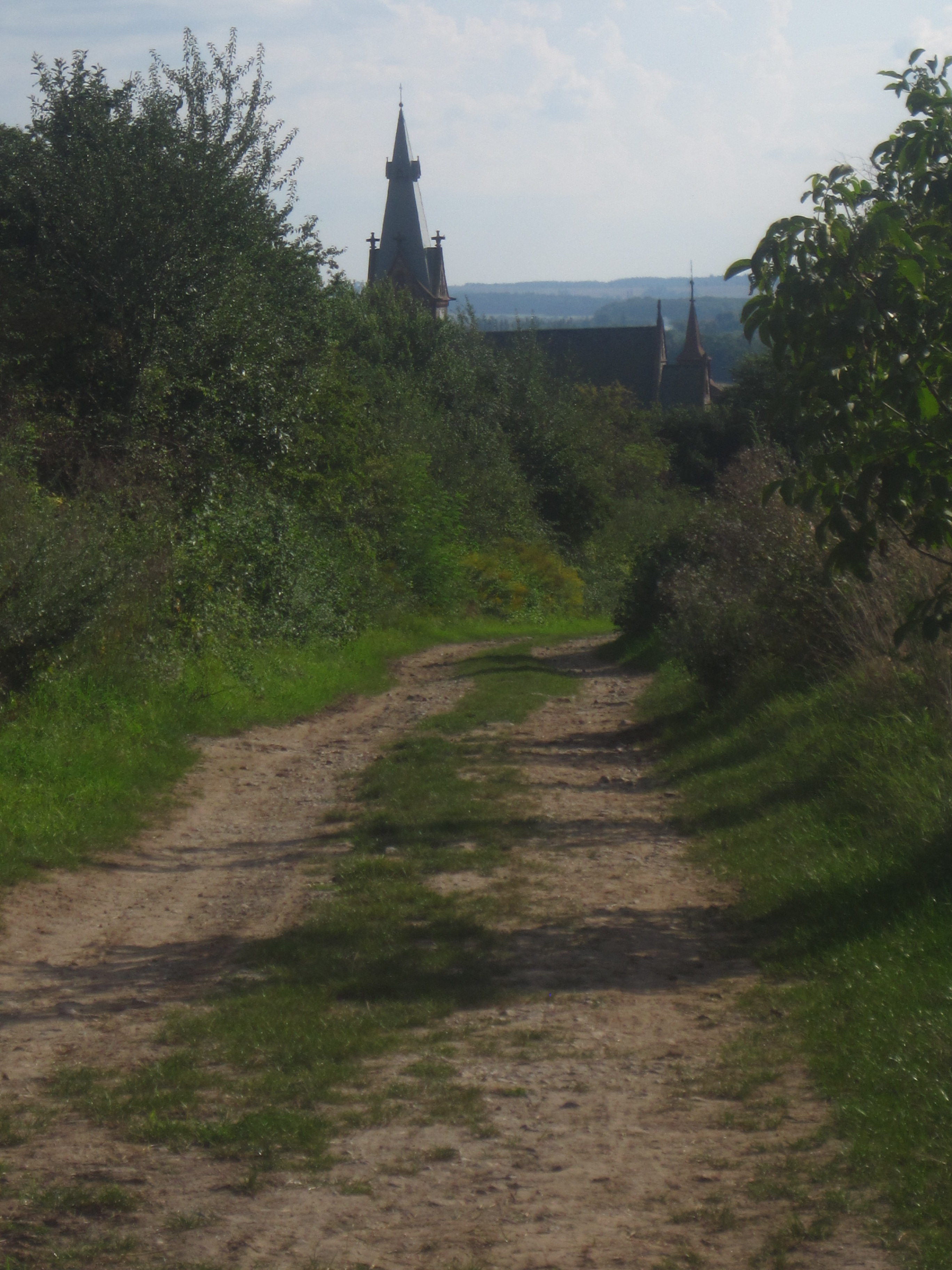
Silueta kostela Narození sv. Jana Křtitele ze staré cesty do Dobřichova
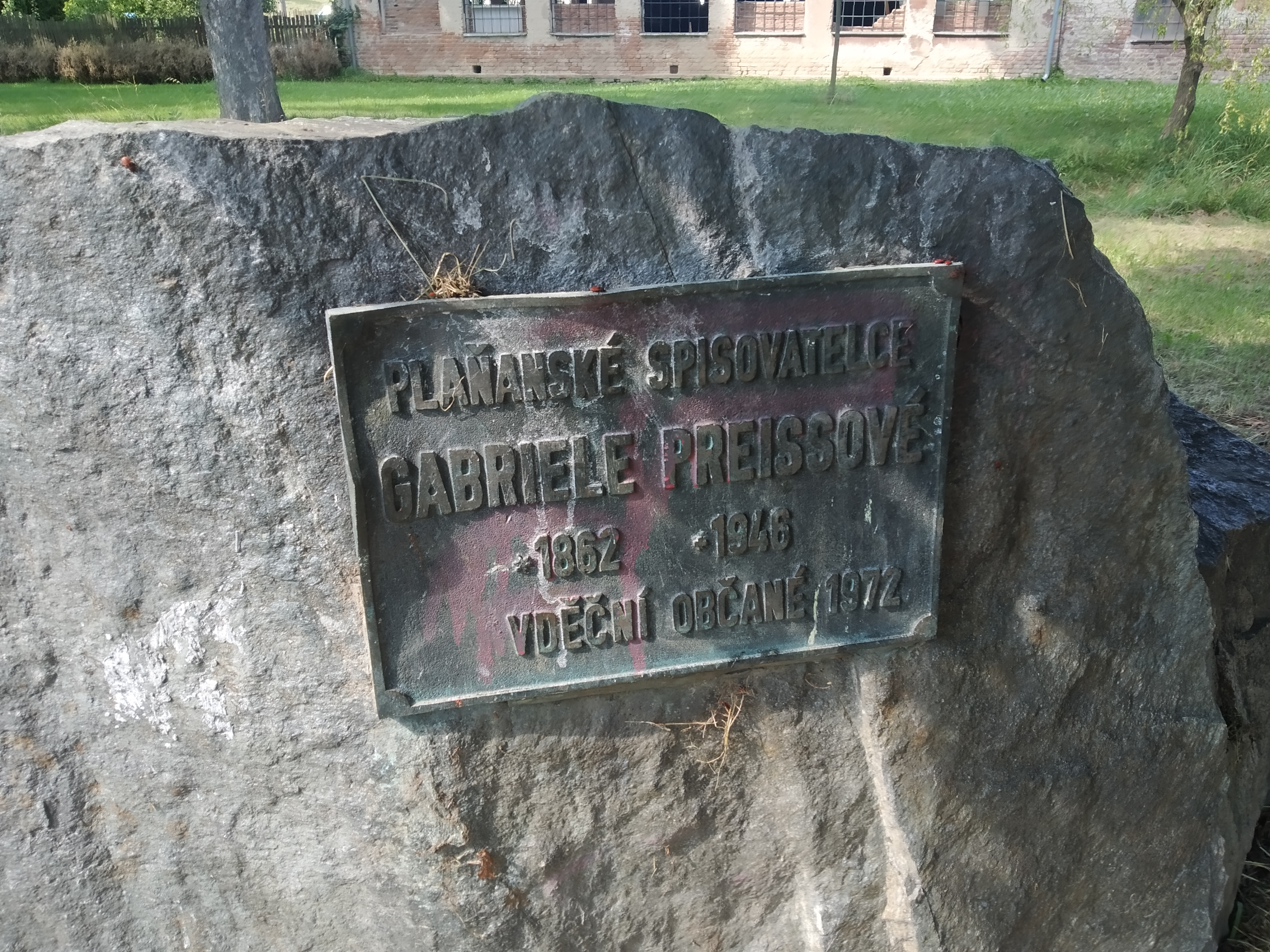
Pamětní kámen Gabriely Preissové